# جزر هاواي الشمالية الغربية
جزر هاواي الشمالية الغربية أو جزر ليوارد (بالإنجليزية: Northwestern Hawaiian Islands)‏ هي مجموعة من الجزر الصغيرة والجزر المرجانية لأرخبيل هاواي الواقع شمال غرب جزر كاواي ونيهاو. هم جزء من ولاية هاواي الأمريكية باستثناء جزر ميدواي; و هي جزء من جزر الولايات المتحدة الصغيرة النائية التي تديرها المؤسسة الأمريكية للأسماك والحياة البرية. وهي متصلة بمقاطعة هونولولو وتشكل النصب التذكاري القومي البحري الأمريكي . تبلغ مساحتها الإجمالية حوالي 8 كم² .

## الجزر
- نيهوا [الإنجليزية] (موكو مانو)
- نيكر [الإنجليزية] (موكومانامانا)
- فرقاطة شولز الفرنسية [الإنجليزية] (كانيميلوهاي)
- جاردنر بيناكلز [الإنجليزية] (بوهونو)
- مارو ريف [الإنجليزية] (نالوكاكالا)
- ليسان [الإنجليزية] (كاوي)
- ليسيانسكي [الإنجليزية] (بابابوهو)
- بيرل وهيرميس أتول [الإنجليزية] (هولويكاو)
- جزر ميدواي (بيهيمانو) - ليست جزءًا من ولاية هاواي
- كور أتول [الإنجليزية] (موكوبابابا)